# Đại Thanh, Hà Nội
Đại Thanh là một xã ngoại thành nằm ở phía Nam thành phố Hà Nội, Việt Nam.

## Vị trí địa lý và hành chính
Xã Đại Thanh có vị trí địa lý:
- Phía Bắc giáp phường Hoàng Liệt
- Phía Tây giáp phường Kiến Hưng và phường Phú Lương
- Phía Nam giáp xã Bình Minh, xã Tam Hưng và xã Ngọc Hồi
- Phía Đông giáp xã Thanh Trì

Xã Đại Thanh chia thành 13 thôn: Hữu Lê, Hữu Thanh Oai, Hữu Từ, Huỳnh Cung, Ích Vịnh, Nhân Hòa, Phú Diễn, Quỳnh Đô, Siêu Quần, Tả Thanh Oai, Thượng Phúc, Vĩnh Ninh, Yên Ngưu.

## Lịch sử
Địa bàn xã Đại Thanh ngày tương ứng với các tổng Cổ Điển, Đại Định, Tả Thanh Oai, Vĩnh Hưng Đặng có từ thế kỉ 18 - 19, ban đầu hai tổng Đại Định và Tả Thanh Oai thuộc huyện Thanh Oai, phủ Ứng Thiên, trấn Sơn Nam Thượng; hai tổng Cổ Điển và Vĩnh Hưng Đặng thuộc huyện Thanh Trì, phủ Thường Tín, trấn Sơn Nam Thượng (đến năm 1831 bốn tổng thuộc tỉnh Hà Nội, sau đổi thành tỉnh Hà Đông). Hành chính của bốn tổng thời điểm đó gồm:
- Tổng Cổ Điển gồm 4 làng: Huỳnh Cung, Ích Vịnh, Quỳnh Đô, Yên Ngưu.
- Tổng Đại Định gồm làng Siêu Quần ngày nay
- Tổng Tả Thanh Oai gồm 7 làng: Hữu Lê, Hữu Thanh Oai, Hữu Từ, Nhân Hòa, Nguyễn Thượng, Nguyễn Phúc, Tả Thanh Oai (sau này hai làng Nguyễn Thượng và Nguyễn Phúc hợp nhất thành làng Thượng Phúc).
- Tổng Vĩnh Hưng Đặng gồm 3 làng Vĩnh Hưng Đặng, Vĩnh Bảo, Vĩnh Trung (sau này tên gọi Vĩnh Hưng Đặng đổi tên thành Vĩnh Ninh, Vĩnh Bảo đổi tên thành Vĩnh Thịnh).

Sau khi bỏ cấp tổng phủ gọi chung là xã huyện vào năm 1945, các xã Đại Thanh (năm 1965 đổi tên thành Tả Thanh Oai), Hữu Hòa, Tam Hiệp, Vĩnh Quỳnh được thành lập trên cơ sở tách các làng của bốn tổng Cổ Điển, Đại Định, Tả Thanh Oai, Vĩnh Hưng Đặng (riêng xã Hữu Hoà sáp nhập vào huyện Thanh Oai). Ban đầu ba xã thuộc huyện Thanh Trì, tỉnh Hà Đông. Đến ngày 21 tháng 4 năm 1965, xã Tả Thanh Oai sáp nhập vào huyện Thường Tín, tỉnh Hà Tây mới thành lập, đến ngày 27 tháng 12 năm 1975 thuộc tỉnh Hà Sơn Bình mới thành lập. Ngày 27 tháng 12 năm 1978, xã Tả Thanh Oai thuộc huyện Thường Tín và xã Hữu Hòa thuộc huyện Thanh Oai sáp nhập vào huyện Thanh Trì, thành phố Hà Nội.
Ngày 16 tháng 6 năm 2025, Ủy ban Thường vụ Quốc hội ban hành Nghị quyết số 1656/NQ-UBTVQH15 trong đó về việc sắp xếp toàn bộ diện tích tự nhiên, quy mô dân số của các xã Hữu Hòa, Tả Thanh Oai, Tam Hiệp, Vĩnh Quỳnh (huyện Thanh Trì cũ), một phần của thị trấn Văn Điển (huyện Thanh Trì cũ), một phần của phường Kiến Hưng (quận Hà Đông cũ) thành xã mới có tên gọi là xã Đại Thanh.

## Danh nhân
- Ngô Thì Sĩ (1726 – 1780): Nhà sử học, nhà văn, nhà thơ nổi tiếng thời chúa Trịnh. Quê ở thôn Tả Thanh Oai.
- Ngô Thì Nhậm (1746 – 1803): Thượng thư Bộ Lại, Thượng thư Bộ Binh, danh sĩ, nhà văn, nhà thơ thời nhà Lê trung hưng và Tây Sơn. Quê ở thôn Tả Thanh Oai.
- Ngô Thì Hoàng (1768 – 1814): Danh sĩ, nhà thơ, nổi tiếng với tác phẩm Thạch Ổ di chương. Quê ở thôn Tả Thanh Oai.
- Ngô Thì Hương (1774 – 1821): Thiêm sự Bộ Lại, nhà văn thời nhà Nguyễn. Quê ở thôn Tả Thanh Oai.
- Ngô Thì Chí (1753 – 1788): Thiêm thư bình chương tỉnh quốc, nhà văn, nhà thơ thời nhà Lê trung hưng. Quê ở thôn Tả Thanh Oai.
- Ngô Thì Du (1772 – 1840): Nhà văn, nhà thơ thời nhà Nguyễn. Quê ở thôn Tả Thanh Oai.
- Ngô Thì Đạo (1732 – 1802): Thị giảng Đông cung, Đại lý tự thừa, nhà văn, nhà thơ thời nhà Lê trung hưng. Quê ở thôn Tả Thanh Oai.
- Ngô Thì Ức (1709 – 1736): Nhà thơ thời nhà Lê trung hưng. Quê ở thôn Tả Thanh Oai.
- Ngô Giáp Đậu (1853 – 1929): Nhà sử học, nhà văn thời nhà Nguyễn. Quê ở thôn Tả Thanh Oai.
- Vương Thừa Vũ (1910 – 1980): Trung tướng, Tư lệnh Quân khu 4, Phó Tổng Tham mưu trưởng Quân đội Nhân dân Việt Nam. Quê ở thôn Vĩnh Ninh.
- Ngô Mạnh Lân (1934 – 2021): Nghệ sĩ nhân dân, họa sĩ, biên kịch. Quê ở thôn Tả Thanh Oai.
- Đỗ Ngọc Du (1907 – 1938): Bí thư Xứ ủy Bắc Kỳ, Bí thư Thành ủy Hà Nội. Quê ở thôn Thượng Phúc.